# Amietophrynus xeros
Amietophrynus xeros е вид земноводно от семейство Крастави жаби (Bufonidae).

## Разпространение
Видът е разпространен в Алжир, Гамбия, Гвинея, Джибути, Еритрея, Етиопия, Западна Сахара, Камерун, Кения, Либия, Мавритания, Мали, Нигер, Сенегал, Сомалия, Судан, Танзания, Уганда и Чад.